# Ruta Estatal de California 49
La Ruta Estatal de California 49, y abreviada SR 49 (en inglés: California State Route 49) es una carretera estatal estadounidense ubicada en el estado de California. La carretera inicia en el Sur desde la SR 41     en Oakhurst hacia el Norte en la SR 70     en Vinton. La carretera tiene una longitud de 474,8 km (295.065 mi).

## Mantenimiento
Al igual que las autopistas interestatales, y las rutas federales y el resto de carreteras estatales, la Ruta Estatal de California 49 es administrada y mantenida por el Departamento de Transporte de California por sus siglas en inglés Caltrans.

## Cruces

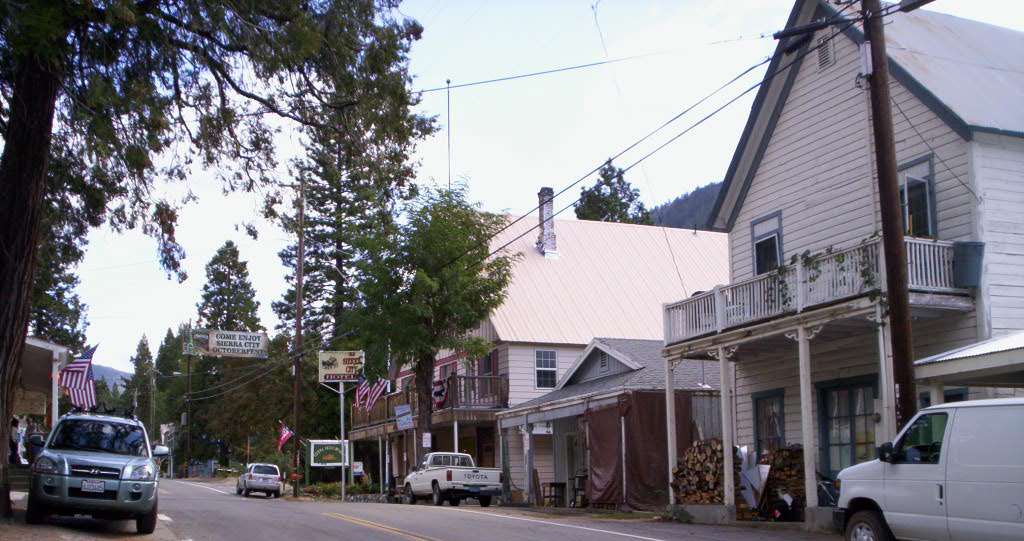
Sierra City, California

La Ruta Estatal de California 49 es atravesada principalmente por la  SR 140  en Mariposa
 SR 120 
 SR 120  en Oakdale
 SR 108  en Sonora
 SR 4  en Angels Camp
 SR 104  en Sutter Creek
 US 50  en Placerville
 I 80  en Auburn
 SR 20  en Nevada City
 SR 89  sobre el condado de Sierra.